# Baranikovski
Baranikovski (del ruso: Бараниковский) es un jútor del raión de Slaviansk del krai de Krasnodar, en el sur de Rusia. Está situado en los arrozales situados entre los distributarios del delta del Kubán, en la orilla izquierda del distributario Protoka, frente a Protichka, 12 km al norte de Slaviansk-na-Kubani y 85 al oeste de Krasnodar, la capital del krai. Tenía 2 925 habitantes en 2010.
Es cabeza del municipio Protokskoye, al que pertenecen asimismo Neshadímovski, Semisvodni y Gubernatorski.

## Historia
El nombre de la localidad deriva del apellido del cosaco Barannik, muerto en combate con los circasianos a principios del siglo XIX. Las tierras de la localidad fueron colectivizadas en la década de 1920, formándose el koljós Stalin, al que en 1950 se añadieron otros koljoses más pequeños y que sería rebautizado como Kubán en 1957.

## Lugares de interés
Es de destacar el memorial a los caídos en la defensa y liberación del jútor, el monumento a Lenin y el obelisco a los caídos en todos los frentes de la Gran Guerra Patria. En la población se halla el templo Sviato-Kazanskogo.

## Economía
El principal sector económico de la localidad es el agrícola, en especial el cultivo de arroz. La principal compañía es ZAO APF Kubán.

## Servicios sociales
En la localidad se halla una escuela,un jardín de infancia, una Escuela de Deportes para la Infancia y la Juventud, una Casa de Cultura, una biblioteca, un punto de enfermería, un hospital de día y un centro de rehabilitación para pensionistas, entre otros establecimientos.